# Маркова Любов Костянтинівна
Маркова Любов Костянтинівна (нар. 3 листопада 1946, Ніжин, Чернігівська область, УРСР) — українська артистка балету, педагог, Заслужена артистка України (2000).

## Біографія
Любов Маркова народилася 3 листопада 1946 року у місті Ніжин Чернігівської області, УРСР.
1965 року вона здобула освіту у Київському хореографічному училищі.
З 1965 року вона почала працювати солісткою, а з 1995 року стала завідувачкою балетної трупи Харківського театру опери та балету ім. М. Лисенка. 
Любов Маркова виступала з гастролями в країнах Західної Європи та Азії.

## Творчий доробок
Вона в різний час виконувала такі партії:
- Фея Бузку («Спляча красуня» П. Чайковського),
- Килина («Лісова пісня» М. Скорульського),
- Егіна («Спартак» А. Хачатуряна),
- Донна Анна («Дон Жуан» В. Губаренка),
- Фея («Попелюшка» С. Прокоф’єва),
- Мати («Берег надії» А. Петрова),
- Актриса («Голубий Дунай» Й. Штраусса),
- Дівчина-Краса («Жар-птиця» І. Стравінського),
- Нуріда («Тисяча й одна ніч» Ф. Амірова),
- Кармен («Кармен-сюїта» Ж. Бізе-Щедріна),
- Айседора («Танці для Айседори» на музику Ф. Шопена).